# Bupkis
Bupkis är en amerikansk komedi- och dramaserie vars första säsong hade premiär den 4 augusti 2023. Första säsongen består av åtta avsnitt. Serien har fått kontrakt för en andra säsong. Serien är skapad av Pete Davidson, Judah Miller, Dave Sirus som även svarat för seriens manus.

## Handling
Serien kretsar kring Pete som flyttar hem till sin mamma på Staten Island. Hans liv tar dock en oväntad vändning när han får reda på att familjen undanhållit saker för honom.

## Rollista i urval
- Pete Davidson - sig själv
- Edie Falco - Amy Davidson
- Joe Pesci - Joe LaRocca
- Philip Ettinger - Evan
- Derek Gaines - Derek
- James Crillz DeSimone - Crillz
- Bobby Cannavale - Uncle Tommy
- Brad Garrett - Roy
- Shane Gillis - Gilly
- Dave Sirus - Dave
- Marissa Jaret Winokur - Lori
- Oona Roche - Casey Davidson
- Chase Sui Wonders - Nikki